# Limosina popularis
Limosina popularis är en tvåvingeart som först beskrevs av Richards 1973.  Limosina popularis ingår i släktet Limosina och familjen hoppflugor. Inga underarter finns listade i Catalogue of Life.